# Sabrina Jaquet
Sabrina Jaquet (La Chaux-de-Fonds, 21 de junio de 1987) es una deportista suiza que compite en bádminton. Ganó una medalla de bronce en el Campeonato Europeo de Bádminton de 2017, en la prueba individual.

## Palmarés internacional
| Campeonato Europeo | Campeonato Europeo  | Campeonato Europeo | Campeonato Europeo |
| Año                | Lugar               | Medalla            | Prueba             |
| ------------------ | ------------------- | ------------------ | ------------------ |
| 2017               | Kolding (Dinamarca) | Medalla de bronce  | Individual         |